# 活きる
『活きる』（いきる、原題：活着）は、1994年公開の中国映画。監督は張芸謀（チャン・イーモウ）。

## 概要
原作は1993年に余華（ユイ・ホア）が発表した同名小説（飯塚容訳、角川書店）。主演は三枚目の大スター葛優（グォ・ヨウ）で、本作が代表作となった。青年時代から老年時代までを妻役の鞏俐（コン・リー）と共に演じた。
1940年代（国共内戦及び三反五反運動）、1950年代（大躍進）、1960年代（文化大革命）の大きく三つの時代をそれぞれの政治的な出来事を背景に丁寧に描いている。その半面、小説の内容がかなり変更され、登場人物が多数生き残ることとなる。一つの家族が中国の庶民として翻弄されながら生き抜いていく姿を写すことにより、世相を追体験でき、単純な共産主義批判の映画となることを免れている。
第47回カンヌ国際映画祭において審査員特別賞および主演男優賞（葛優）を受賞した。また1994年のBAFTA賞非英語部門最優秀映画賞を得ている。ただし政治的理由により本国では放映が禁止された。

## ストーリー
1940年代：賭博に明け暮れる福貴（フークイ）は、両親や妻の家珍（チアチェン）の制止も聞かず、ついには妻には去られ、同時に家屋敷も失ってしまった。賭博の相手の龍二（ロンアル）が家屋敷を接収にやってきたため、それを知った父親は怒りのあまり悶死し、母はショックで病身となる。賭博をやめ、母親の持っていた装身具で食いつないでいた福貴と母親だが、賭博をやめたのを知った家珍が娘の鳳霞（フォンシア）と実家に去っていた間に生まれていた息子の有慶（ヨウチン）を連れて帰ってきた。福貴は真面目に働こうと、店でも出すための金を借りに当の相手の龍二に会いに元の自分の家に行く。龍二は福貴に金を貸すのを渋り、代わりに趣味であった歌を生かせばいいと、影絵芝居の道具を貸し与える。福貴はかつて龍二のものであった一座と共に巡業に出た。ある日、芝居をしていると、突然国民党の軍隊がやって来て、彼らを徴用してしまう。福貴は相棒の春生（チュンション）と大砲を引く日々となってしまった。心配で家族の元に帰りたい福貴だが、2人の面倒を見てくれる同郷の老兵・全（老全（ラオチュエン））に「脱走すると撃たれる」と諭されて断念する。ある野営地で、大勢の負傷兵が見捨てられ、寒さで死を待つばかりになっているのを見て恐ろしくなるものの、生への渇望がわいてくる。翌朝になると動ける国民党軍の兵隊は全て逃げてしまっており、大量の負傷兵の死体と物資だけが残された。老全は共産党軍の狙撃に倒れ福貴と春生も捕まるが、得意の影絵芝居で兵隊達を慰問し、昼は大砲を引っ張り生き延びる。人民解放軍から感謝状をもらい、晴れて故郷に帰ることができた福貴は、貧しい中でお湯を配るつらい仕事に耐えている家族の姿を見る。再会を喜ぶ家族だが、母は貧乏の中で死んでしまっており、娘は九死に一生を得た高熱のために言葉を失ってしまっていた。かつて賭博で福貴の家屋敷を巻き上げた龍二が反動地主として人民裁判にかけられた。有罪となって引っ立てられていく龍二の姿に恐ろしくなり、彼を弾劾する群集から離れた福貴の耳に銃声が聞こえる。慌てて家に帰った福貴は家珍と「もしも家屋敷を失っていなければ、ああなっていたのは自分達だ」と胸を撫で下ろす。
1950年代：大躍進政策の名の下、鉄鋼生産量を上げるために、中国人民は家庭の鉄を提出し、粗鋼を町内単位で生産している。煮炊きなどができなくなる分は人民食堂で町内の人民が共に取る。娘の鳳霞は口が利けないこともあり、近所のいたずらっ子たちにいじめられていた。弟の有慶はそれを知りいたずらっ子たちに立ち向かっていくが、多勢に無勢。有慶は人民食堂で辛い汁の入った麺のお椀をいたずらっ子の一人に頭からかけて復讐する。福貴は息子を叱るが、有慶は憮然として反省しない。家珍に息子は姉を守ったのだと真相を知らされた福貴は有慶に謝るが、息子はむくれてしまう。夜に影絵芝居をやるから見に来てくれるように家珍に頼む福貴。そこで家珍は福貴にいたずらとして酢とチリ・ソース入りのお茶を差し入れに持っていくように有慶に提案する。それを飲んだ福貴は思わず噴き出し、親子は和解する。翌日、新任の区長が運転する車が誤って学校の壁を崩してしまい、有慶がその下敷きになって死んでしまう。その区長とはかつての福貴の相棒・春生であった。春生は福貴夫婦に何とか償いをしようとするが、家珍は受け付けなかった。春生はなす術なく去る。
1960年代：文化大革命が始まっていた。町長が影絵人形は燃やさなければ疑われると言いに来たため、やむなく焼却処分にする福貴。同時に町長は鳳霞に縁談を持ってきた。相手の二喜（アルシー）は労働者階級で造反派の隊長を務める男。話すことができない娘には過ぎた縁談に思える福貴と妻がよく聞いてみると、実は片足が不自由だという。早速娘の鳳霞に引き合わせるが、鳳霞は一目見て逃げ去り、二喜も福貴たちの制止を押し留め、すぐに帰ってしまった。娘が気に入らなかったのだろうかと心配の二人だが、娘の鳳霞はまんざらでもない様子。造反派たちが福貴の家の屋根のタイルを剥がしていると聞いた福貴夫婦は、二喜が娘を気に入らずに無法をしに来たのだと思い慌てるが、実は二喜が同僚達と屋根を修理していたのだった。質素ながら多くの人に祝福されて鳳霞は二喜と結婚した。ある日、福貴は春生が資本主義者というレッテルを貼られて失脚したらしいことを知る。夜、その春生がこっそりとやってきた。彼の妻は自殺、絶望した春生も同じ道を選ぼうとしていた。その前に福貴夫婦に金を受け取ってもらいに来たのだ。家珍は「生きて私たちに償え」と励ます。春生はそれを聞き去っていく。初めての子供を身ごもっていた鳳霞が産気づく。だが入院した病院に医者の姿はなく、高飛車な看護学生たちが出産を仕切っていた。若くて経験のない彼女らの処置を不安に思い、福貴は二喜に経験のある医者を探してほしいと頼む。二喜は、この病院の産科長であり、現在は知識人として告発されている王（ワン）先生を連れてきた。3日間何も食べていないらしい王先生のために饅頭(マントウ)を買ってくる福貴。鳳霞に無事男の子が生まれ喜ぶ福貴夫婦だが、あわてて饅頭を食べた王先生が喉を詰まらせかけ、また騒動になる。そこへ、看護学生たちの悲鳴が入ってきた。鳳霞の出血が止まらないのだ。しかし肝心の王先生は動けず、とうとう鳳霞は母親の励ましの甲斐なく死んでしまう。
エピローグ：鳳霞の息子は饅頭（マントウ）と名づけられて成長していた。饅頭は買ってきたばかりのひよこに夢中。福貴夫婦は饅頭と二喜と共に子供たちの墓参りをする。ヒヨコの飼育箱にかつての影絵人形を入れていた箱を使うことにする福貴、義理の息子である二喜と孫の饅頭が加わって食事をとる。

## 登場人物 ・出演者
福貴（フークイ）
演 - 葛優（グォ・ヨウ）、吹替 - 檀臣幸
地主の徐の放蕩息子。賭博に夢中。影絵人形芝居が好きで歌は玄人はだし。小人物。
家珍（チアチェン）
演 - 鞏俐（コン・リー）、吹替 - 佐々木優子
福貴の妻。夫の賭博狂いに悩まされており、静かな生活を望んでいる。
町長
演 - 牛犇（ニウ・ベン）、吹替 - 多田野曜平
なにくれとなく福貴一家の面倒をみる。後に資本主義者と疑われ町を去る。
春生（チュンション）
演 - 郭涛（グオ・タオ）、吹替 - 佐久田修
影絵人形一座での福貴の相棒。
二喜（アルシー）
演 - 姜武（ジアン・ウー）、吹替 - 咲野俊介
親の代からの労働者階級で、造反派の隊長。
龍二（ロンアル）
演 - 倪大宏（ニー・ダーホン）
福貴の賭博仲間。
老全（ラオチュエン）
演 - 李連義（リー・リエンイー）
戦場で福貴・春生と行動を共にする。弟を探している。
鳳霞（フォンシア）
福貴と家珍の娘。
有慶（ヨウチン）
福貴と家珍の息子。
饅頭（マントウ）
福貴の孫。饅頭は魔除けの幼名。
王（ワン）先生
産科医。